# Sledgehammer Games
„Sledgehammer Games“ е американски разработчик на електронни игри, базиран във Фостър Сити, Калифорния. Компанията е основана през 2009 година, като две години след това завършва първата си игра съвместно с Infinity Ward – Call of Duty: Modern Warfare 3. През 2014 година се очаква Sledgehammer Games да завършат първия си самостоятелен проект – Call of Duty: Advanced Warfare. Това ще е втората игра на студиото.

## История
Компанията Sledgehammer Games е основана от Майкъл Кондри и Глен Скофийлд – двама ветерани от гейм индустрията, чиито кариери започват през 90-те години на 20 век. Непосредствено преди основаването на Sledgehammer Games през 2009 година, двамата работят по успешната игра Dead Space на компанията Visceral, която е дъщерно дружество на EA.
След основаването си, Sledgehammer Games се обръщат към Activision с предложение да разработят Call of Duty игра от трето лице, която да постигне успехите на Dead Space, в който проект Кондри и Скофийлд изиграват водеща роля. Изпълнителният директор на Activision Робърт Котик се съгласява с предложението на Скофийлд и Кондри, като предлага Sledgehammer Games да се превърне в дъщерно дружество на управляваната от него компания.
Първоначалните планове Sledgehammer Games да разработят своя Call of Duty игра биват замразени заради значително сътресение в рамките на компанията Infinity Ward. През 2010 година след огромен скандал биват уволнени Джейсън Уест и Винс Зампела – съответно заемащи позициите на президент и изпълнителен директор на студиото. Те биват обвинени от Робърт Котик, че са преговаряли тайно с EA. След уволнението на Зампела и Уест, повече от половината служители на Infinity Ward напускат. Цялата криза се случва при вече започналата разработка на Call of Duty: Modern Warfare 3.
В рискован ход, ръководителят на Activision Робърт Котик възлага на Sledgehammer Games да помогнат на преструктуриращия се Infinity Ward в завършването на Call of Duty: Modern Warfare 3. Въпреки че това е първата игра на Sledgehammer Games, експериментът се оказва успешен.
През 2014 година бива обявено, че Sledgehammer Games разработват първата си самостоятелна игра – Call of Duty: Advanced Warfare. Заглавието се очаква в продажба през ноември 2014 година.